# Shaţzal
Shaţzal (persiska: شَطظَل, شَست زَلّ, شَطّ ذَل شَعبان, شَصت زال, شطزل, Shaţz̧al) är en ort i Iran.   Den ligger i provinsen Hamadan, i den nordvästra delen av landet, 400 km väster om huvudstaden Teheran. Shaţzal ligger 1 640 meter över havet och antalet invånare är 102.
Terrängen runt Shaţzal är lite bergig.Runt Shaţzal är det ganska tätbefolkat, med 93 invånare per kvadratkilometer. Närmaste större samhälle är Kangāvar-e Kohneh, 4,3 km norr om Shaţzal. Trakten runt Shaţzal består i huvudsak av gräsmarker.